# Jardín Botánico de la Universidad de Leipzig
El Jardín Botánico de la Universidad de Leipzig en alemán: Botanische Garten der Universität Leipzig es un jardín botánico e invernaderos que se encuentra en la sede de la Universidad de Leipzig en un área de 3,5 hectáreas aproximadamente con unas 10 000 plantas de más de 600 especies diferentes.
Es el más antiguo de los jardines botánicos en Alemania y está entre los más antiguos del mundo.
El código de identificación internacional del Botanische Garten der Universität Leipzig como miembro del "Botanic Gardens Conservation Internacional" (BGCI), así como las siglas de su herbario es LZ.

## Localización
Botanischer Garten der Universität Leipzig Linnestrasse 1, D-04103 Leipzig, Freistaat Sachsen-Sajonia, Deutschland-Alemania.
Planos y vistas satelitales.51°19′43″N 12°23′29″E / 51.32861, 12.39139
El jardín botánico es visitable todo el año.

## Historia

### El antecesor de 1539, periodo de 1653 a 1806
El Jardín Botánico tiene su base en la última Corte Imperio (1867). A raíz de una de las principales reformas de la Universidad de Leipzig de 1539 e impulsado por Caspar Borner y Joachim Camerarius cuyo objetivo era el crear un (Hortus medicus) "Jardín de plantas medicinales".
El impulso decisivo para la aplicación de esta idea, en última instancia, fue su creación en la Universidad de Leipzig, en el claustro de los dominicos de St. Pauli « Dominikanerklosters St. Pauli», por el duque Moritz de Sajonia.
En mayo de 1543 fue ubicado el Jardín Botánico en los terrenos del antiguo jardín del monasterio en la parte norte de la « Paulinerkirche». La existencia independiente de la huerta, fue afianzada en 1580, cuando fue nombrado como prefecto del jardín el profesor de matemáticas Moritz Steinmetz. Durante la Guerra de los treinta años fueron devastadas las plantas del jardín, lo que lleva a la tarea de su reconstrucción en el año 1641.
Después en enero de 1648 se trasladó el jardín de la universidad a una ubicación junto a la Paulinerkirche Fürstenhaus en el « Grimmaische Gasse» (ahora Grimmaische Straße) en unos terrenos que habían sido adquiridos, se creó en 1653 un nuevo jardín botánico. Este fue también jardín público durante más de 150 años.
En 1806 fue este jardín en unos terrenos en « Pleißemühlgraben» cerca del actual edificio del Reichsgerichtsgebäude. El área fue donada por Rahel Amalie Auguste de Trier, la viuda de un funcionario de la corte de apelaciones, y aunque del considerable tamaño de 10 hectáreas, pero debido a las desfavorables condiciones del terreno - sobre la base hay dos lagos, pantanos, y algunas charcas - sólo fue parcialmente utilizado.
Los invernaderos fueron construidos después de 1840. No obstante, en 1857 se cultivan en el lugar más de 10 000 especies de plantas, de las cuales 4500 en los invernaderos. De suma importancia fue la colección de helechos que con sus 607 especies existentes pasaba por ser la más importante en su tiempo.
El jardín fue completamente destruido en la Segunda Guerra Mundial, con las ruinas del Instituto Botánico posteriormente demolidas y rellenadas con escombros. En 1954 las casas de exposiciones habían sido restauradas, pero las dificultades económicas en la década de 1980 llevó a cierre de algunos invernaderos.

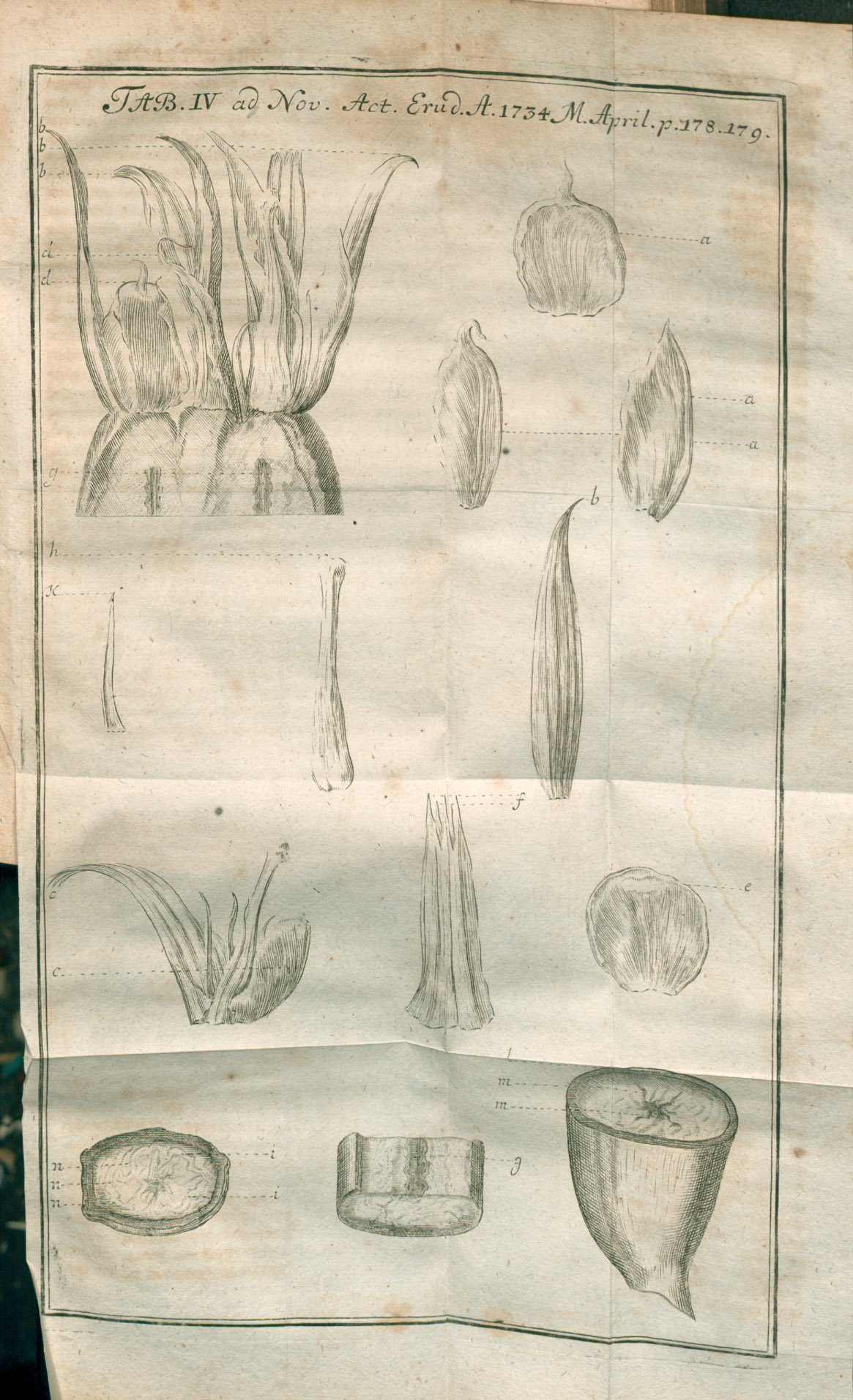
Ilustración de Acta Eruditorum, 1734 sobre un artículo sobre el jardín botánico y sus plantas

Después de la reunificación, el jardín fue completamente renovado (1992 a 2004), con una nueva casa de la mariposa creada en 1996 y cinco nuevos invernaderos construidos entre 1999 a 2000.

## Colecciones
Las plantas que alberga son en su mayoría pertenecientes a las familias de las Annonaceae, Arecaceae, pteridofitas con (607 spp.)
Actualmente el jardín cuenta con un total de unas 7.000 especies, de las cuales cerca de 3.000 especies componen diez colecciones especiales.
El jardín cuenta con un departamento de sistemática, así como los arreglos geográficos de plantas procedentes de:
- Estepas de Europa del Este y Asia,
- Bosques del hemisferio norte,
- Praderas,
- Colección de plantas del Este de América del Norte,
- Estanque pantano con plantas acuáticas y de humedales
- Flora regional
- Jardín alpino que contiene las plantas de Asia, Europa, y América del Sur.
- Invernaderos ( 2400 m² de área total) contienen plantas de las zonas subtropicales y tropicales de la región mediterránea, África, América Central y Australia.

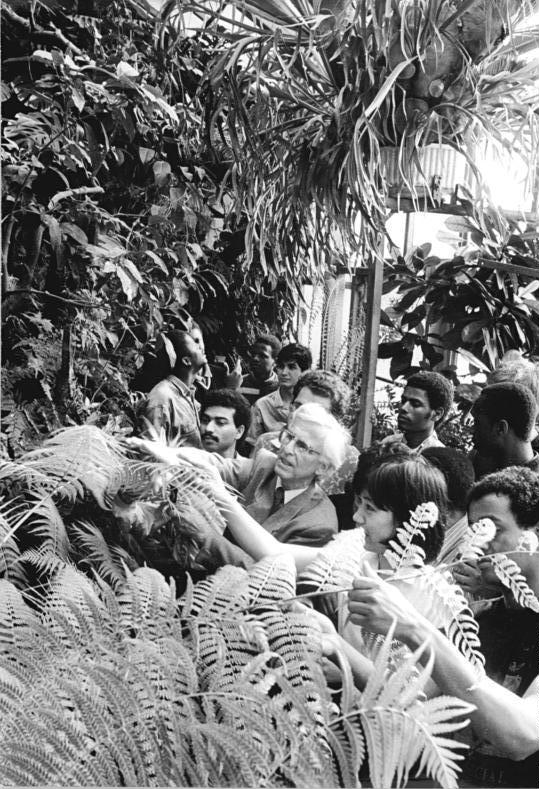
Estudiantes en el interior del invernadero tropical (1989).
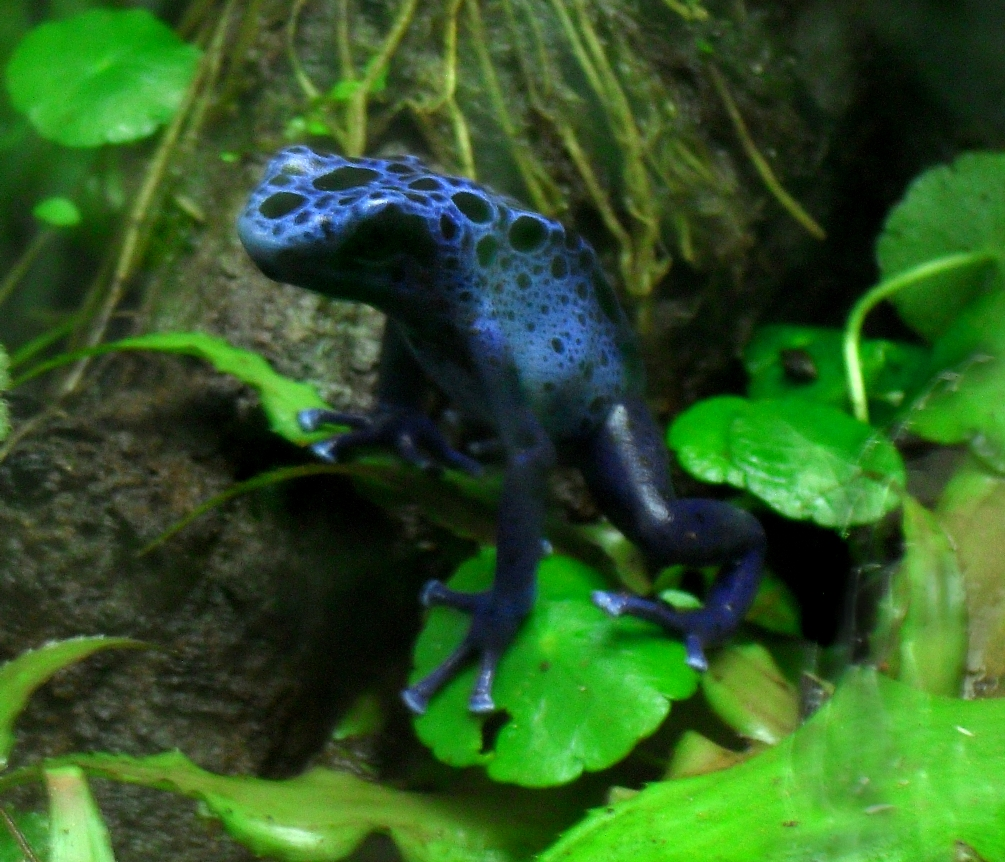
Ejemplar de Dendrobates tinctorius en el invernadero.
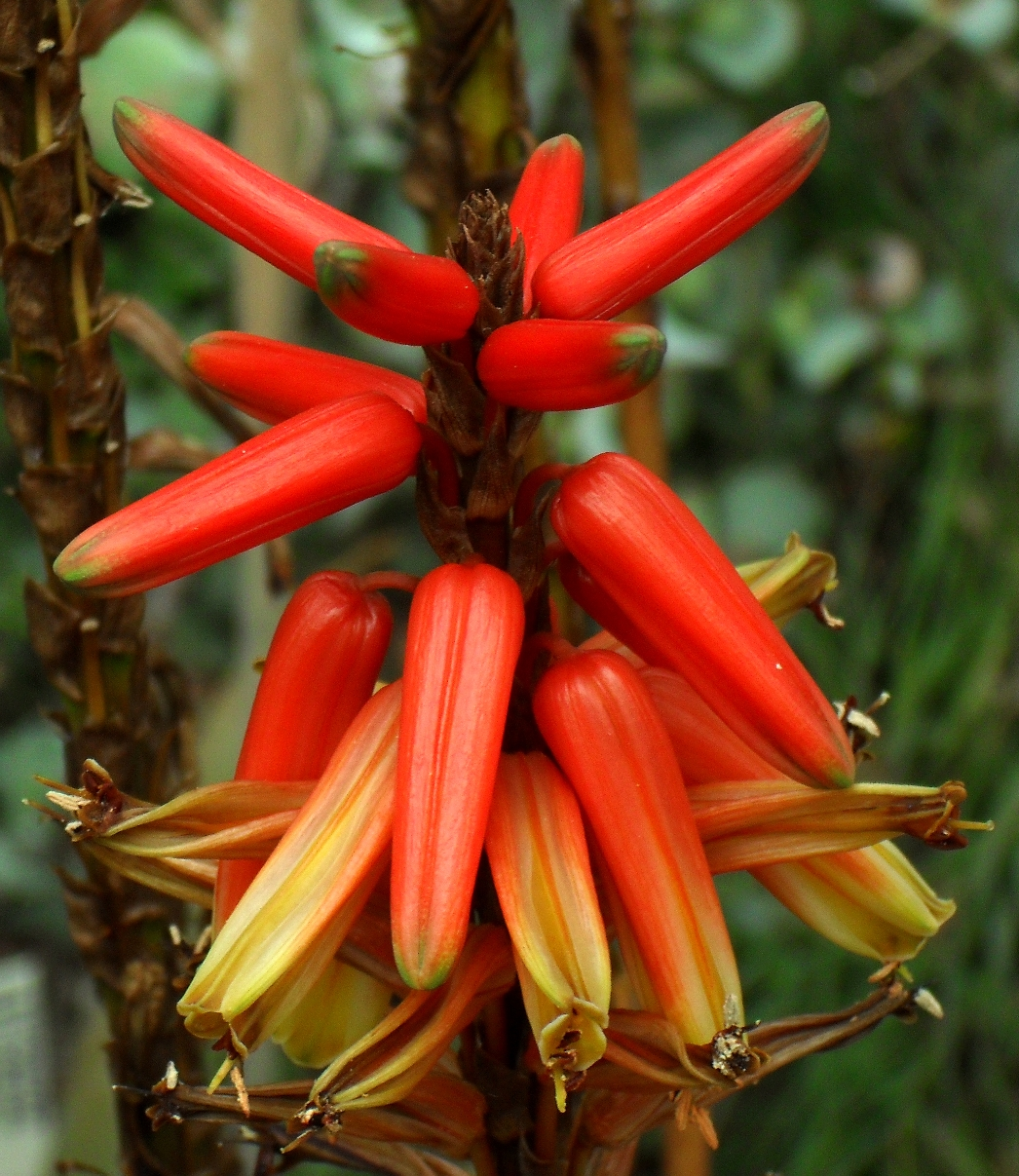
Aloe cryptopoda